# Barrage de Guerlédan
Pour les articles homonymes, voir Guerlédan.
Le barrage de Guerlédan est un barrage hydroélectrique situé dans les communes de Saint-Aignan dans le Morbihan et de Mûr-de-Bretagne dans les Côtes-d'Armor, en France.

## Description

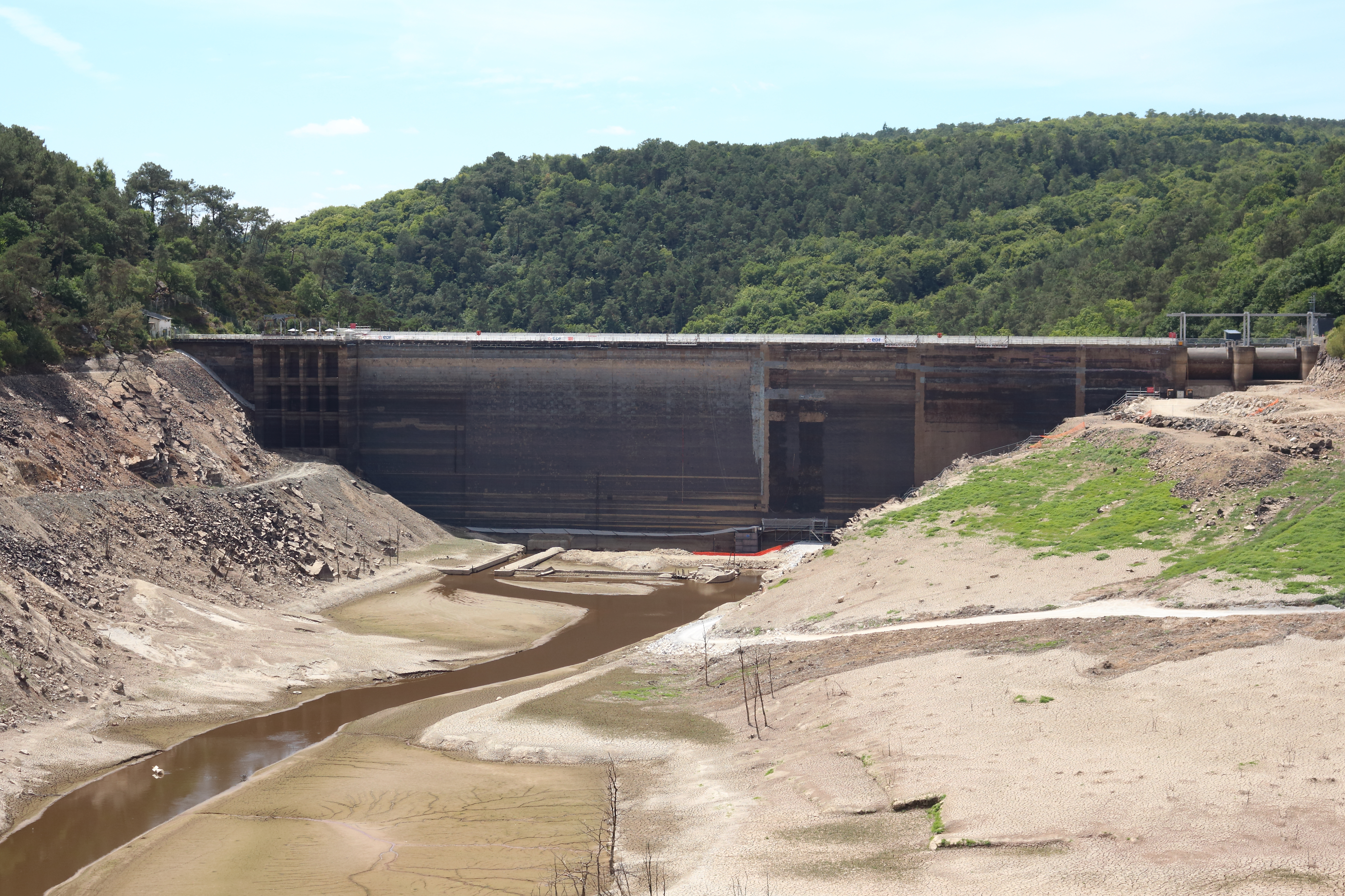
La face intérieure (amont) du barrage pendant la vidange et l'assèchement de 2015 : à gauche les bouches alimentant les turbines, à droite les vannes de la surverse (évacuateurs de crue) et l'écluse du Moulin neuf au pied de l'ouvrage.

De type barrage poids en béton, sa construction a duré sept ans (de 1923 à 1930). Placé sur le cours du Blavet, il mesure 45 m de haut au-dessus du talweg (au total 54,6 m sur fondation), 206 m de longueur de crête, 1,50 m d'épaisseur en crête, 33,50 m d'épaisseur à la base (soit un volume de 110 000 m3) et retient un volume de 55 millions de m3 d'eau sur une étendue de 304 hectares, formant ainsi le lac de Guerlédan, un des plus grands lacs bretons.
Sa mise en eau a englouti plus de 12 km de la vallée du Haut Blavet. Lors des vidanges du lac, on peut découvrir quelques vestiges de murs de maisons notamment éclusières, des troncs d'arbres de l'ancienne vallée ainsi que son chemin de halage, des jardinets, restes d'écluses et déversoirs.

## La construction

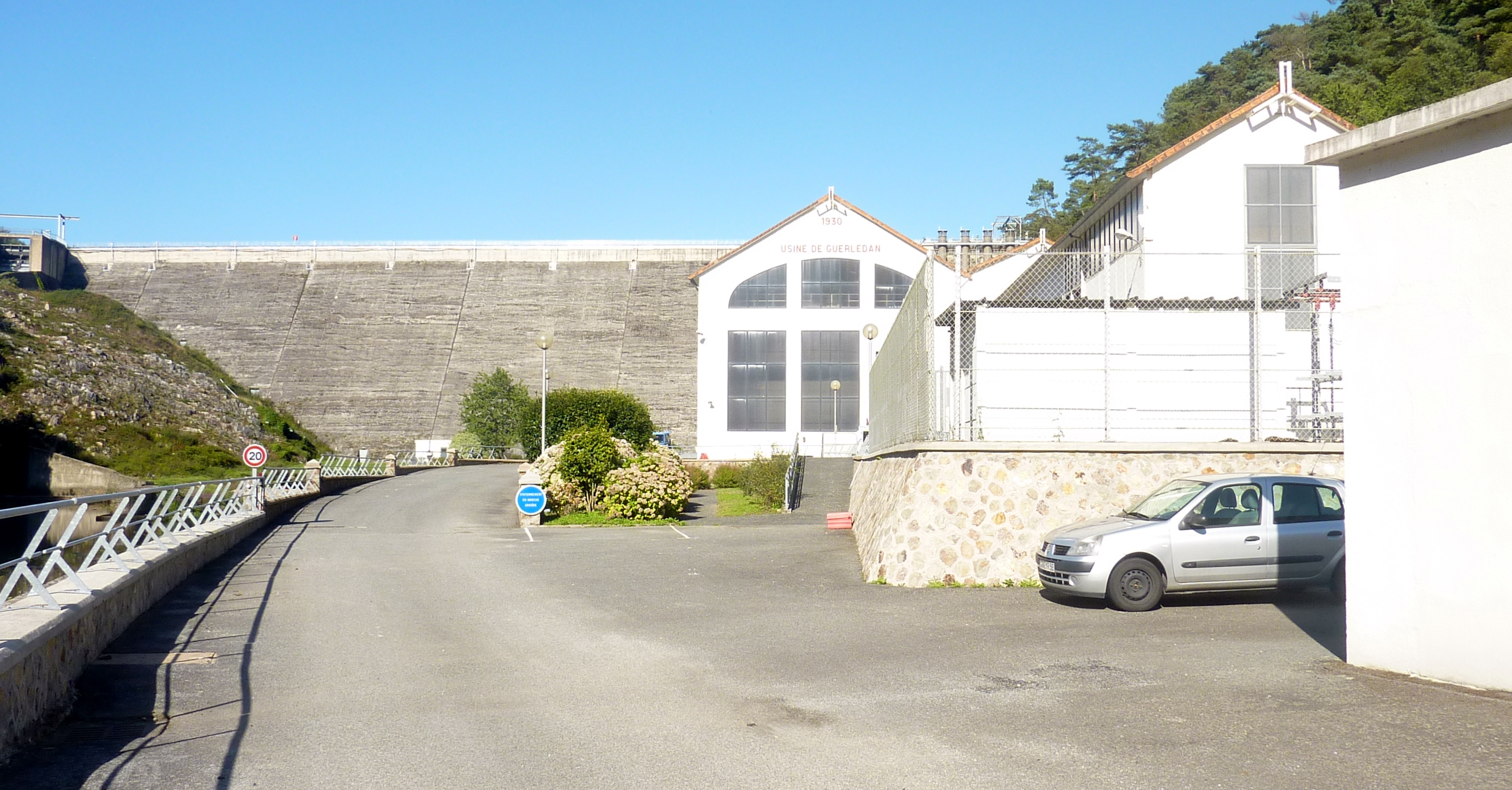
Le barrage de Guerlédan vu côté aval.

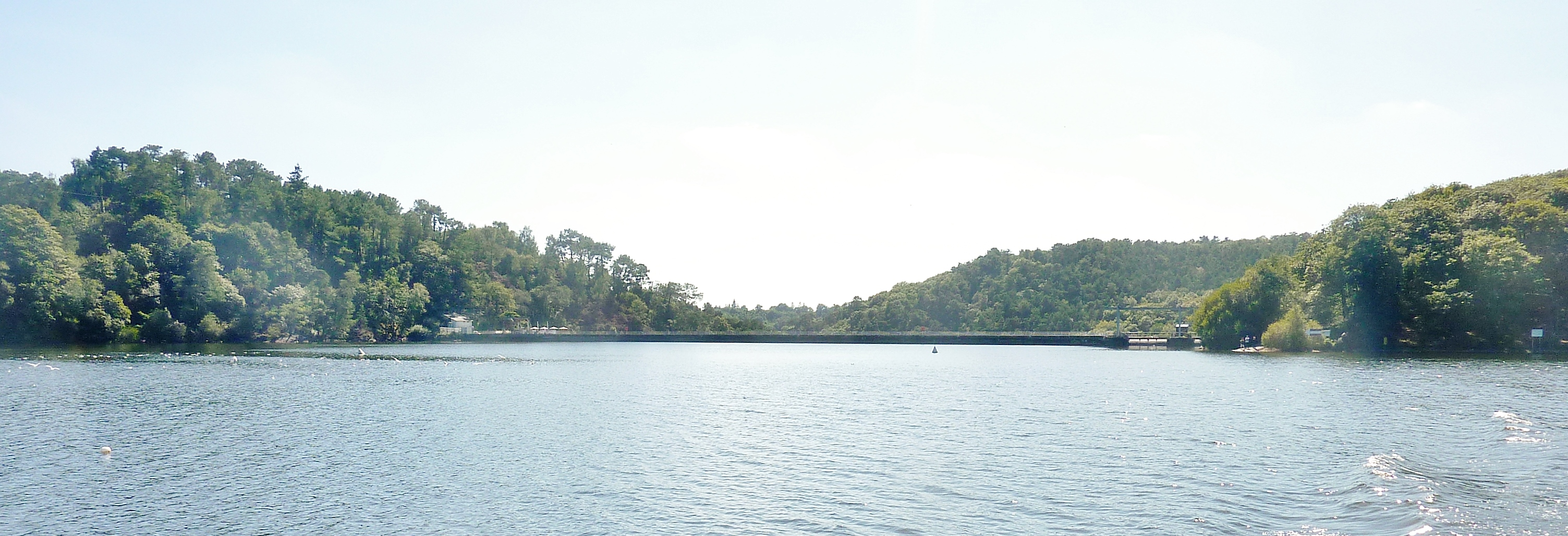
Le barrage de Guerlédan vu côté amont depuis le lac.

Après la Première Guerre mondiale, les besoins d’électrification conduisent à rechercher des sources d’énergie hydraulique afin d'assurer le  développement économique des régions. Les côtes bretonnes sont électrifiées grâce à de petites centrales thermiques mais pas le pays du Centre-Bretagne. Auguste Leson, ingénieur en électricité (promotion 1909 de l'École supérieure d'électricité) en poste après la guerre à Laon décide en 1921 de revenir dans son pays natal, Pontivy. Il y rencontre Joseph Ratier, sous-préfet de Pontivy qui a l'idée d'un grand barrage à Guerlédan. (L’écluse no 119 de Guerlédan du canal de Nantes à Brest comportait déjà une chute d’eau de quelques mètres et une petite usine hydraulique créée par Picquet au début du XXe siècle), sur le fleuve Blavet canalisé, pour y installer une grande usine électrique alors qu'il n'existe à cette époque que quatre barrages de cette importance en France mais ces derniers ne produisent pas d’électricité. Le choix de ce site par Ratier s'explique en raison de sa géographie particulière. Le Blavet seul fleuve de la région à avoir un débit important toute l'année, présence d'un méandre qui permet de réduire la pression qui arrive sur la voute du barrage, sa géologie, cluse entre deux collines de schiste sur la rive Nord, de grès armoricain sur la rive Sud, roche dure sur laquelle peuvent s'appuyer les fondations du barrage avec ses deux appuis d'extrémités, mais aussi parce que de nombreuses maisons de la vallée sont déjà abandonnées en ruines ce qui entraîne de faibles coûts d’expropriation pour les pouvoirs publics. Grâce à la foi de ces deux hommes en ce projet d'utilité publique, au soutien politique du breton Yves Le Trocquer, ministre des Travaux publics de l'époque qui obtient les premières subventions et à la SGE qui se charge des travaux, l’ouverture du chantier a lieu le 1er juin 1923.
Faute d'argent, le chantier est arrêté de l'automne 1925 au printemps 1927. Le directeur de l'exploitation Leson, obtient un financement de la Royal Bank of Canada pour poursuivre les travaux, mais à une seule condition, de terminer l'ouvrage en deux ans, ce qui fait abandonner le projet de construire une route passant sur le haut du barrage, et de rétablir la navigation avec un ascenseur à péniche comme à Saint-Louis-Arzviller. L'inauguration du barrage construit en béton, le premier en France a lieu le 12 octobre 1930, par le sénateur morbihannais Alfred Brard.
Le 26 octobre 1930, est signé l'arrêté préfectoral autorisant la mise en service de l'usine qui produit 15 MW - alimentation en électricité de 15 000 personnes, puis la mise en exploitation officielle de l’usine hydroélectrique le 1er janvier 1931.

## Projet inachevé: les écluses englouties

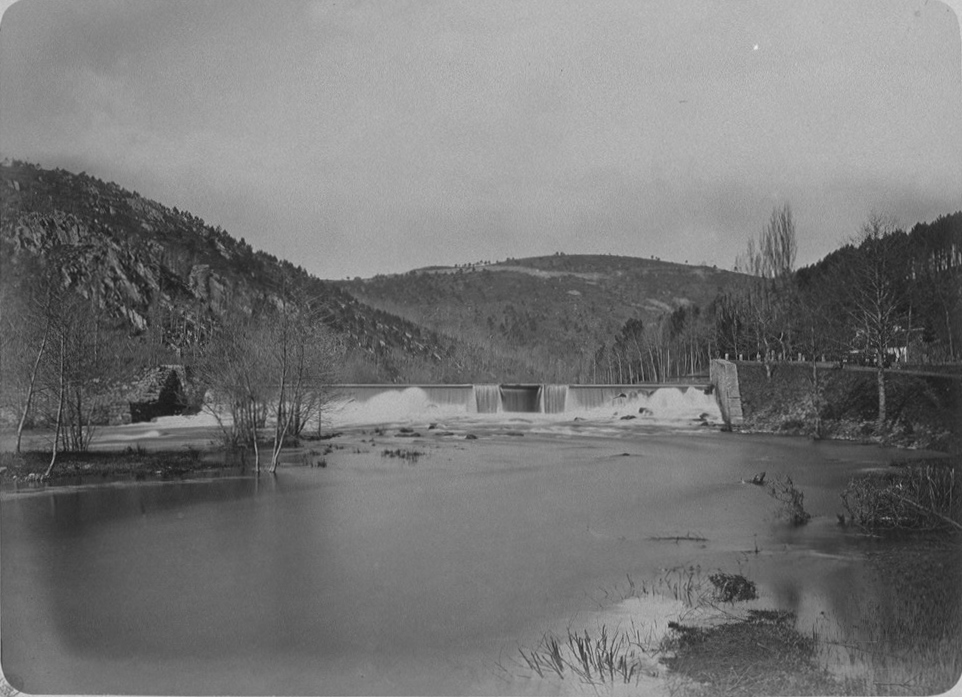
Écluse n° 119 (1895).
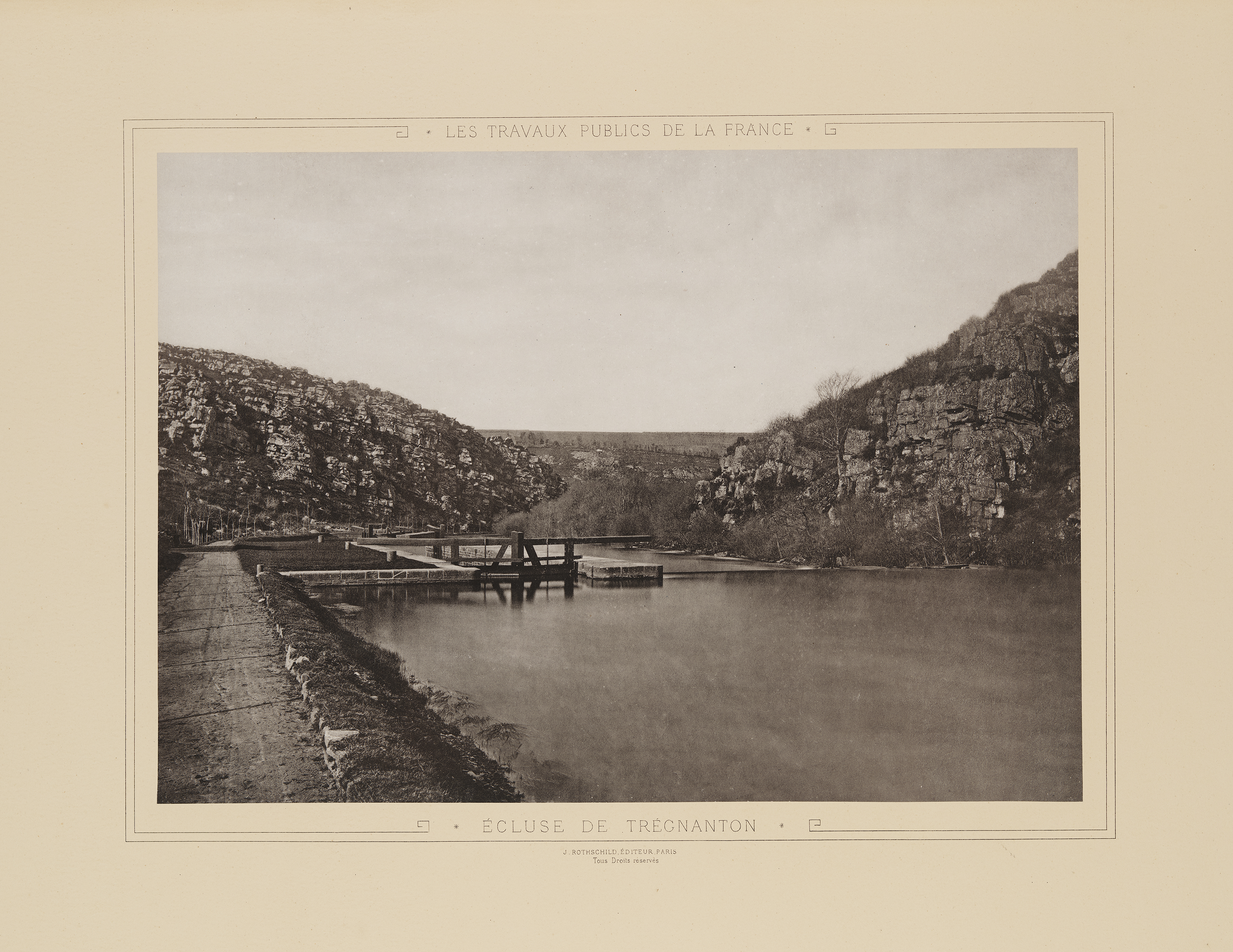
Écluse n° 127 de Trégnanton (engloutie).
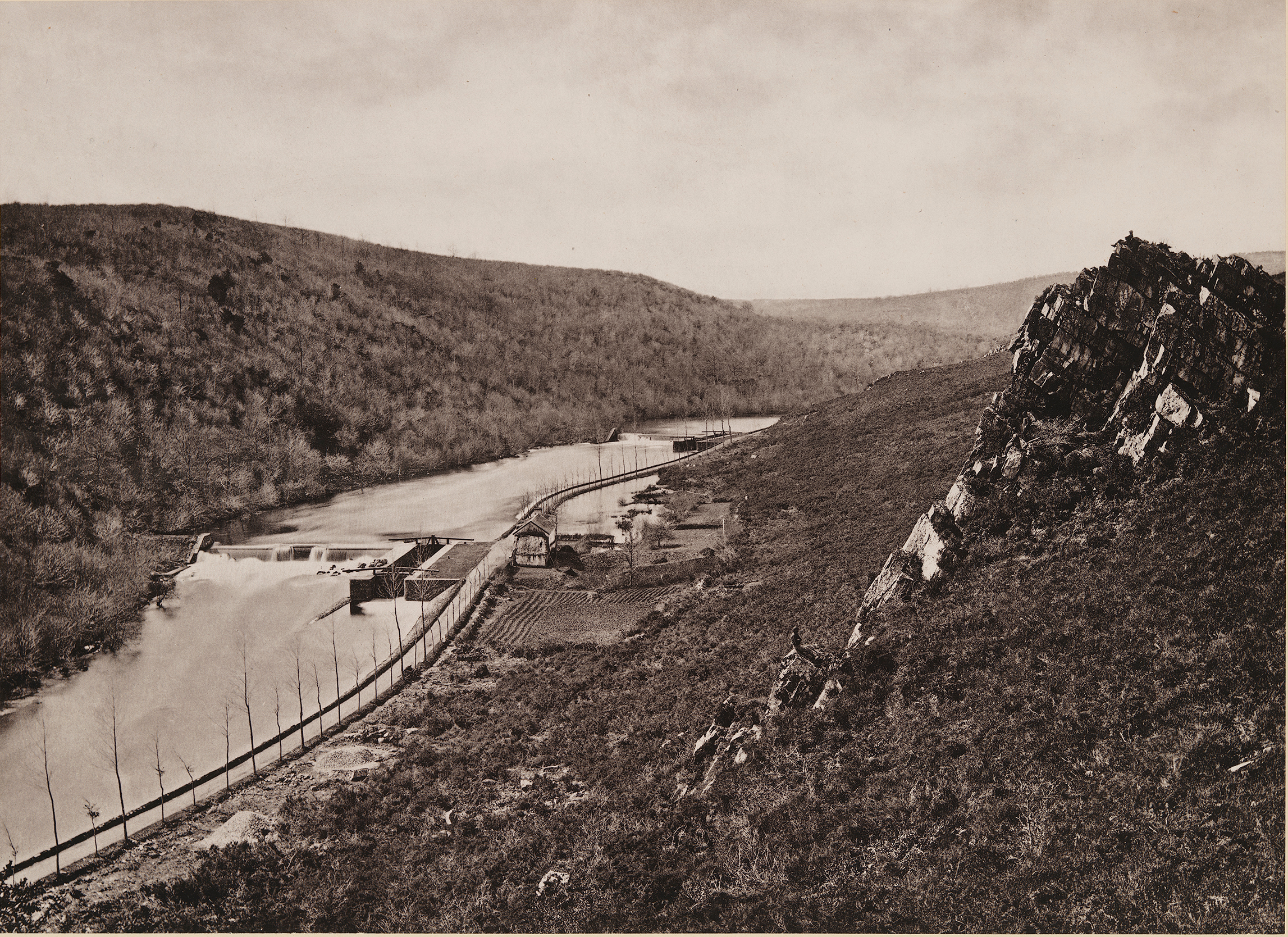
Écluses n° 135 de Granges et n° 136 de Longeau en 1883 (englouties).

À l'origine, le projet prévoyait la construction d'une échelle d'écluses en parallèle au barrage afin de maintenir le trafic fluvial sur le canal de Nantes à Brest. Cette initiative n'a jamais abouti, divisant ainsi le canal de Nantes à Brest en deux tronçons de navigation : à l'ouest, la branche finistérienne et à l'est, la branche Loire Atlantique et morbihannaise. De fait, il accéléra l'abandon progressif du canal déjà mis à mal par l'arrivée du chemin de fer dans le centre Bretagne.
Le barrage a également englouti 17 écluses qui faisaient partie du canal de Nantes à Brest.
| Écluse | Lieu          | Altitude      | Distance de Nantes |
| ------ | ------------- | ------------- | ------------------ |
| no 120 | Moulin neuf   | 84,04 mètres  | 227,3 kilomètres   |
| no 121 | Castel-Finans | 85,64 mètres  | 228,3 kilomètres   |
| no 122 | Caurel        | 88,74 mètres  | 229,5 kilomètres   |
| no 123 | Kergoff       | 90,64 mètres  | 230,9 kilomètres   |
| no 124 | Pouldu        | 92,68 mètres  | 232,0 kilomètres   |
| no 125 | Baraval       | 95,18 mètres  | 232,8 kilomètres   |
| no 126 | Kermadec      | 96,75 mètres  | 233,5 kilomètres   |
| no 127 | Trégnanton    | 99,75 mètres  | 234,0 kilomètres   |
| no 128 | Cosquer       | 102,25 mètres | 234,2 kilomètres   |
| no 129 | Cuilleret     | 104,75 mètres | 234,4 kilomètres   |
| no 130 | Zélo          | 106,75 mètres | 234,7 kilomètres   |
| no 131 | Saint-Gelven  | 109,25 mètres | 235,0 kilomètres   |
| no 132 | Malvran       | 111,58 mètres | 235,2 kilomètres   |
| no 133 | Toul-er-Lann  | 113,62 mètres | 235,4 kilomètres   |
| no 134 | Toulhouët     | 115,94 mètres | 235,7 kilomètres   |
| no 135 | Granges       | 118,44 mètres | 236,2 kilomètres   |
| no 136 | Longeau       | 120,94 mètres | 236,7 kilomètres   |

La SGE était tenue par la concession du 30 août 1923 de rétablir la navigation au moyen d'une échelle d'écluses, recevant pour cela une subvention importante de l'État.
En mars 1924, un décret en Conseil d'État substitue l'Union Hydro-Électrique Armoricaine à la SGE. Neuf projets furent présentés, certains acceptés, d'autres refusés, mais le projet n'aboutit jamais.

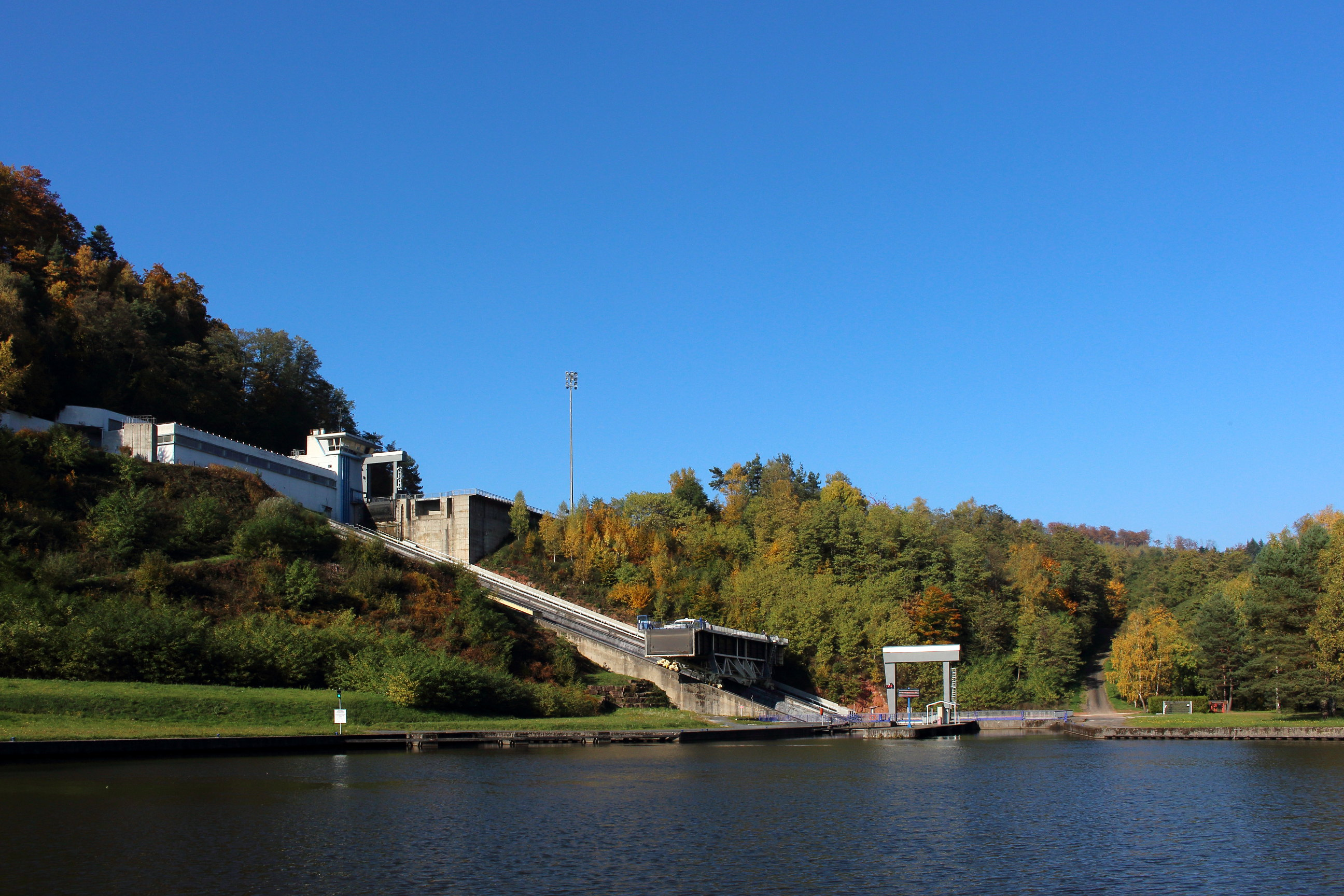
Plan incliné de Saint-Louis-Arzviller (hauteur 44 m)

En 1946, Électricité de France, deviendra concessionnaire de l'usine, lors de nationalisation de l'électricité. En 1953, EDF remboursera la subvention accordée en 1930. La concession a été renouvelée en 2008, pour une nouvelle période de 40 ans, avec un nouveau cahier des charges.
Pour autant, le projet de rétablissement de la navigation est souvent remis sur la table par la population et les usagers du Canal de Nantes à Brest. Celle-ci serait possible grâce à l'installation d'un ascenseur à bateaux, comme le plan incliné de Saint-Louis-Arzviller en Moselle qui remplace 17 écluses, pour une hauteur de 44 m, inauguré en 1969 ou l'ascenseur rotatif, la Roue de Falkirk pour une hauteur de 24 m, inauguré en 2002, à Falkirk, en Écosse, pour un coût de 24 millions d'euros.

## L'assec
Entre 1951 et 1985, le lac est asséché 4 fois, opération appelée assec, afin de vérifier l’état général de la paroi Amont du barrage, et de permettre la réalisation de travaux sur les parties habituellement immergées.
En 2005, les opérations de vérification, réalisées lors d'un (ETC) Examen Technique Complet, au moyen d’un robot subaquatique téléguidé, ont révélé la nécessité d’une vidange totale du lac pour réaliser d’importants travaux de rénovation sur l’ouvrage. À l'occasion de la vidange de la retenue au printemps 2015, un nouvel ETC décennal a été effectué,.
Le 9 février 2015, un nouvel assec de la paroi de la retenue est autorisé, par les préfets du Morbihan et des Côtes-d'Armor,, afin que des travaux puissent être réalisés sur le site pendant 6 mois. Ils représentent un investissement de 4 millions d’euros, avec pour objectifs, la remise aux normes de l’infrastructure et la vérification de l'état des bandes d’étanchéité,.

Le barrage de Guerlédan, en Assec de 2015
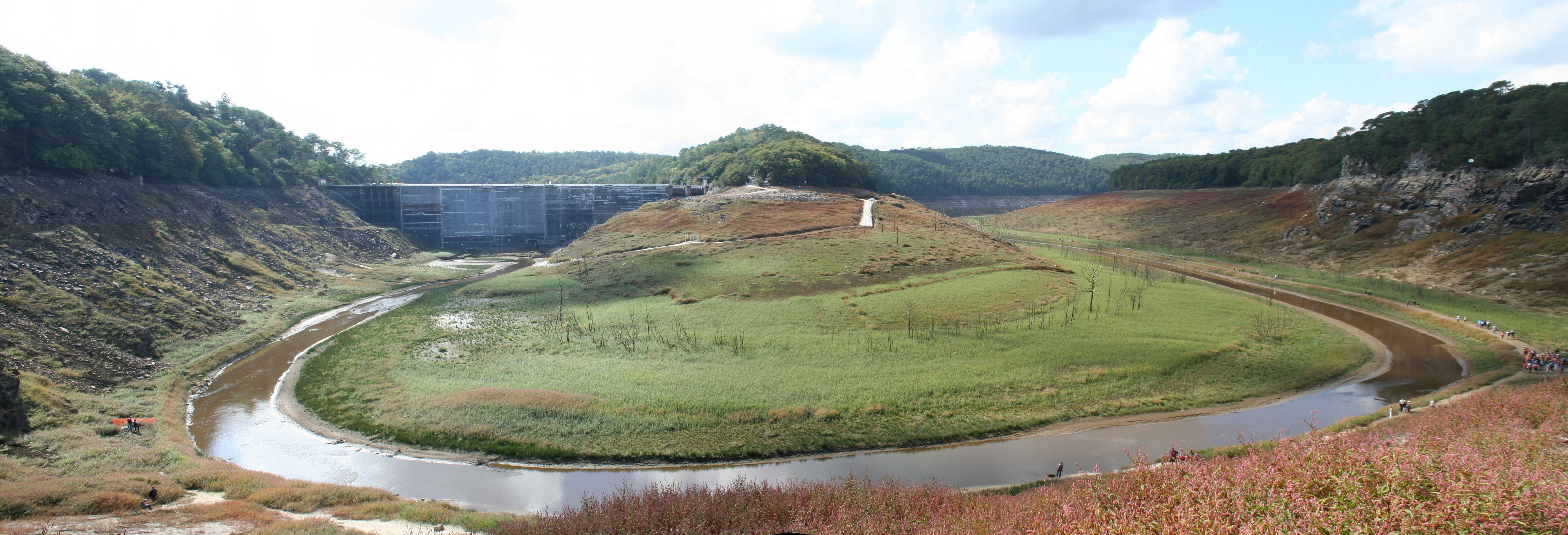
20 septembre 2015 , le Blavet doit impérativement continuer à traverser la retenue, pendant les travaux grâce à une vanne de vidange restée ouverte
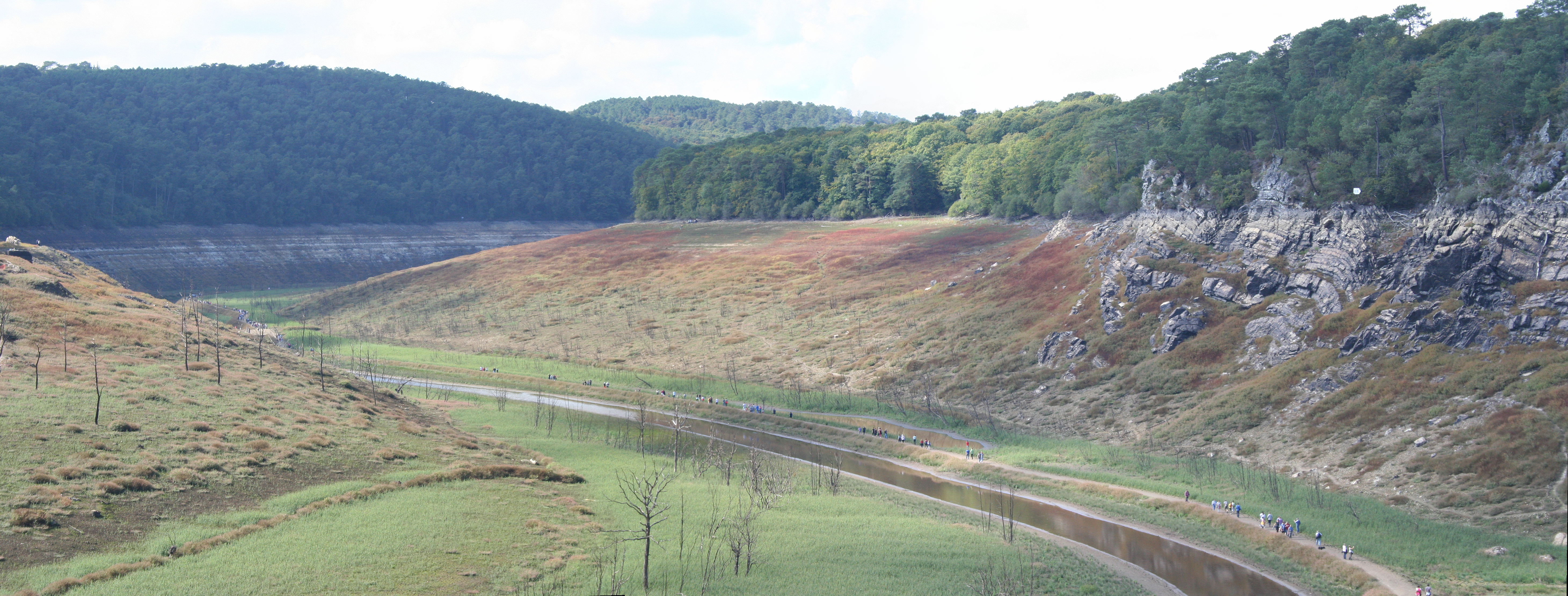
Autre vue de l'assec le 20 septembre 2015

Pendant l'assec, un suivi continu de la qualité de l’eau (oxygène dissous, taux de matière en suspension, etc) est réalisé en temps réel par EDF, avant et pendant l’opération de vidange. Pour cela, un laboratoire temporaire est installé au pied du barrage, compte tenu que le Blavet continue à traverser la retenue. La remise en eau de la retenue a été réalisée le 1er novembre 2015, pour une remise en service de la centrale le 11 janvier 2016. Compte tenu de la pluviométrie de la fin 2015, la retenue a été, le 12 janvier 2016, presque à nouveau remplie, soit 2,30 mètres en dessous de la cote maximale hivernale.

## Le réempoissonnement après l'assec
En 2016, 13 tonnes de poissons devraient être réintroduites, par la Fédération de pêche des Côtes-d’Armor, avec le soutien financier d’EDF. Une première opération de réempoissonnement, a été organisée le 12 janvier 2016, juste avant le début de la période de reproduction des poissons, pour un total prévu, en janvier, de 9 tonnes : un mélange de poissons, jeunes et adultes, pêchés dans des étangs de la Brenne, dans l'Indre : des carnassiers tels que brochets et sandres, et des poissons fourrage, tels que gardons et rotengles, qui seront complétés par une autre opération de peuplement, de 4 tonnes, en novembre 2016. La pêche devrait ainsi pouvoir reprendre fin 2017.

## Laressource en eaude la retenue
Pendant une vidange complète d'une retenue, il existe un risque important de voir certaines usines de production d'eau potable du secteur, cesser de fonctionner à cause de la vidange de 51 millions de m3 d'eau. La solution temporaire existe dans l'interconnexion des différentes usines qui fut anticipée et réalisée, par le syndicat départemental d' Eau du Morbihan entre ses 56 usines. L'interconnexion représente 7 300 kilomètres de canalisations enterrées,.

## La gestion des crues
En période de crues, il est nécessaire de vérifier que les entrées d'eaux dans la retenue, soient égales aux sorties relâchées par le barrage. Cependant, si les conditions le permettent, un stockage temporaire supplémentaire, permet d'assurer un effet retardant, de l'impact d'une crue sur l'environnement. Le Groupe d'Exploitation Hydraulique Ouest, qui assure la gestion permanente de la retenue, l'exploite depuis 2001, avec une hauteur hivernale du 1er décembre au 28 février, inférieure de 2,5 mètres par rapport au niveau normal, ceci afin de protéger les communes situées en aval du barrage, des crues du Blavet,.

## Le soutien d'étiage
En cas de sécheresse, ou de manque de précipitations, le soutien d’étiage permet, d'ajouter une quantité d’eau complémentaire au débit naturel, pour permettre d'assurer des prélèvements en aval pour la production d'eau potable et de favoriser la vie aquatique du Blavet.

## Le lac en période estivale
Afin de permettre le fonctionnement des activités qui se sont développées grâce au lac, un niveau élevé est assuré en début de saison touristique puis maintenu au mieux, en fonction des débits entrants et du soutien d’étiage.

## La production d'électricité
Les centrales hydroélectriques sont associées à une retenue artificielle créant un lac . L’eau stockée provient soit d'une rivière ou d'un fleuve à l'origine - c'est le cas du Blavet, qui traverse la retenue -, et de l'eau de ruissellement captée dans les bassins versants amont. Celle-ci est ensuite acheminée jusqu’aux turbines en contrebas. Ces centrales peuvent être mise en route rapidement, pour fournir d’importantes quantités d’énergie, pour une forte demande durant les heures pleines de forte consommation et produisent une électricité à très forte valeur ajoutée. Elles sont un facteur d’ajustement pour répondre aux brusques variations de la demande, comme au moment des pics de consommation, le matin et le soir et dans les périodes de grand froid.

### L'équipement de production
L'usine hydroélectrique. est équipée de 4 turbines Francis, représentant au total, une puissance installée de 15 MW, pour une production de 30 GWh/an,
La turbine Francis tire son nom de l'ingénieur américain James Bicheno Francis, (1815-1892), qui l'a développée en 1848, aux États-Unis. L'eau arrive radialement par la volute en forme de spirale, sur le pourtour de la roue, pousse les aubes, puis sort axialement en s'écoulant ensuite, par le canal de fuite.
À Guerlédan, compte tenu de l'installation verticale des turbines, l'eau entre verticalement et en sort horizontalement. Chaque turbine est couplée à un alternateur triphasé, via un volant d'inertie.

Turbine Francis
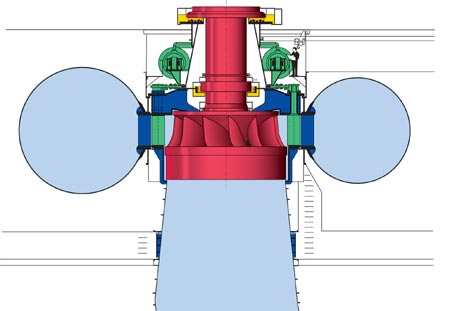
Plan de coupe.
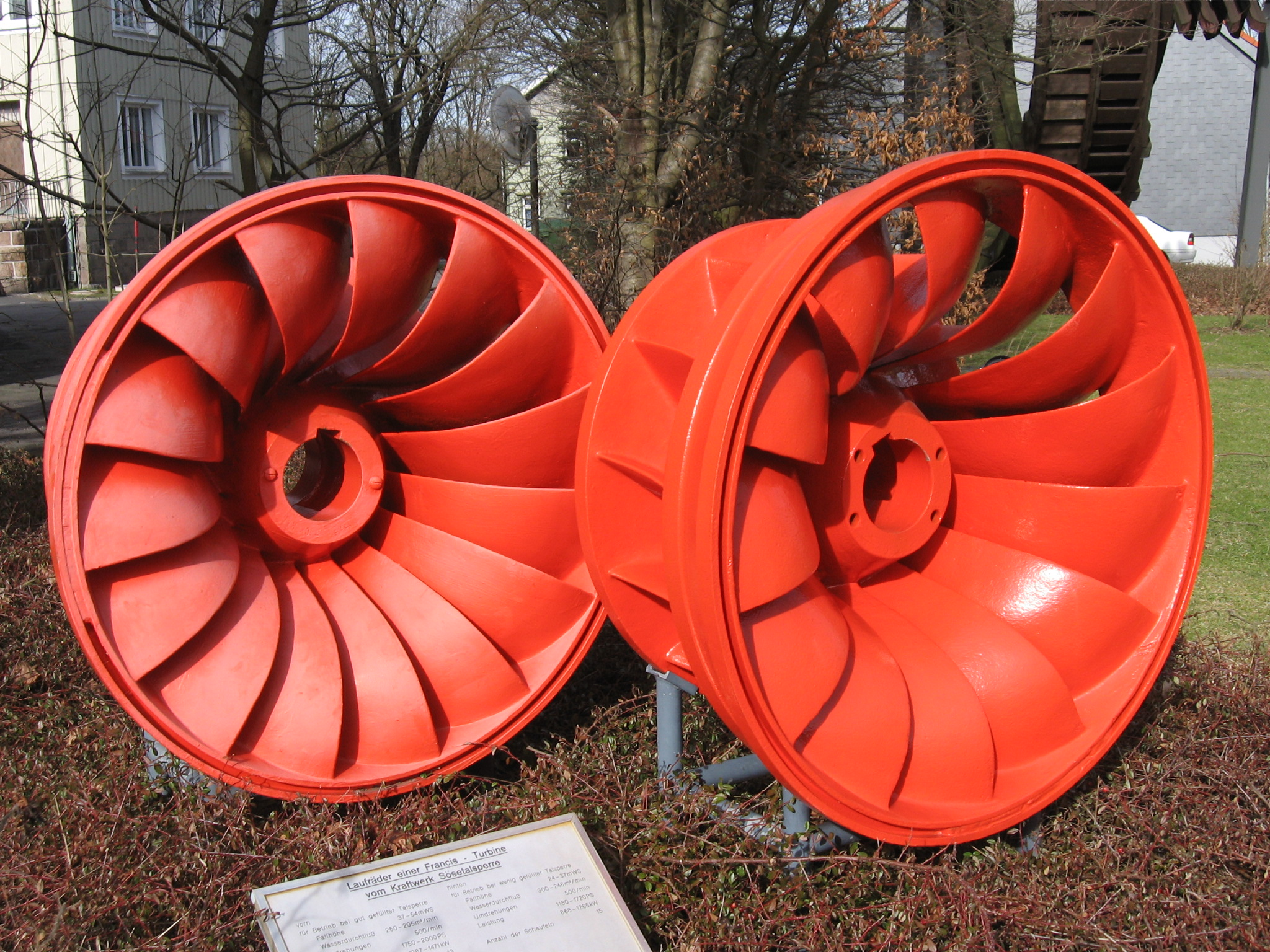
Exemples de roues (runners).
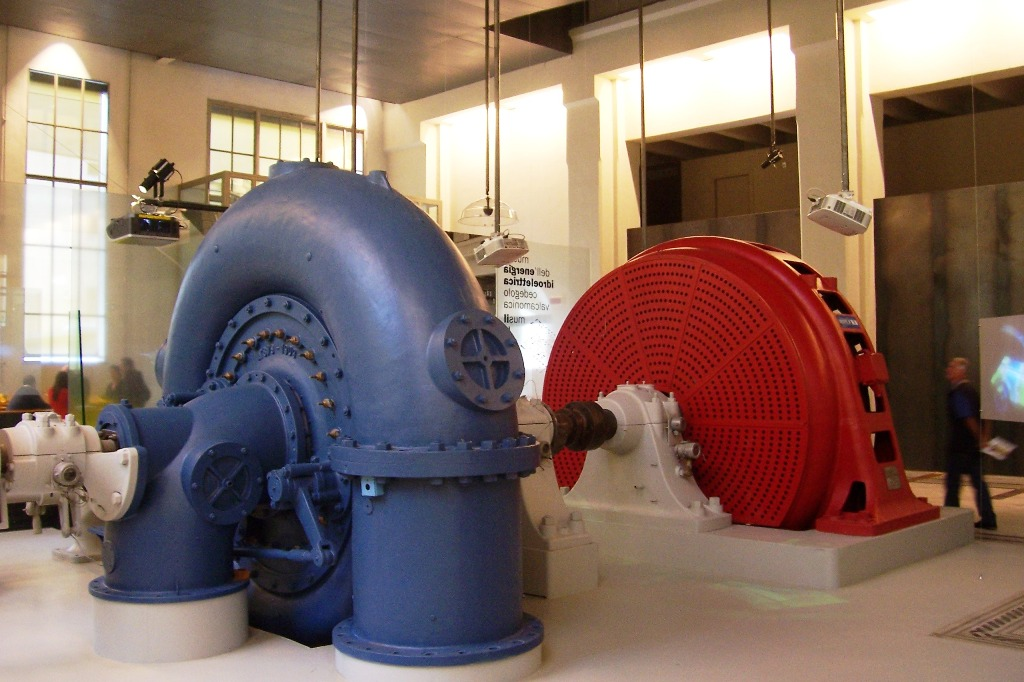
Exemple de turbine Francis, couplée à un alternateur.
Plan de coupe : circulation du fluide, entrée radiale, sortie axiale.

### La régulation
Le volant d’inertie joue un rôle de stockage tampon d'énergie cinétique entre la production intermittente de la turbine et le réseau électrique, via l'alternateur. Dans une installation hydroélectrique, comprenant une turbine et un alternateur, celle-ci est soumise à une régulation automatique, la grandeur de sortie (grandeur réglée) doit être la plus proche possible de la valeur demandée (grandeur de consigne) soit une fréquence du courant de 50 Hz en France, et ceci malgré les diverses perturbations qui peuvent s'exercer sur elle.
Le rôle de la régulation est de maintenir la fréquence du réseau constante. Pour cela, le système de régulation agit sur le débit d'eau admis dans la turbine pour équilibrer la puissance fournie par la turbine et la puissance absorbée par le réseau, via l'alternateur. Ainsi, la régulation doit commander, les directrices (ou guide vanes), un organe de la machine capable de contrôler le débit d'eau entrant dans la turbine et ainsi de contrôler l'énergie transférée par l'eau à la turbine (processus d'asservissement).

### Le bilan énergétique
Le barrage est la quatrième source d'électricité de Bretagne et contribue ainsi à réduire le déficit énergétique de cette région. Un projet de STEP (station de transfert d'énergie par pompage) d'une puissance de 700 MW n'a pu aboutir, car le pompage journalier remontant l'eau dans un bassin supérieur de 60 mètres d'altitude aurait créé un marnage de 5 mètres dans le lac, sans compter que le barrage joue un rôle important en tant qu'écrêteur de crue.